# Dolní Těšice
Dolní Těšice (in tedesco Unter Tieschitz) è un comune della Repubblica Ceca facente parte del distretto di Přerov, nella regione di Olomouc.